# ديترويت بيستونز
نادي ديترويت بيستونز هو نادي كرة سلة من ديترويت، ميشيغان، الولايات المتحدة الأمريكية. تأسس عام 1941.

## ألوان الفريق
الأحمر، والأبيض، والأزرق.

## سجل بطولات الفريق
فاز 3 مرات ببطولة الدوري الأمريكي لكرة السلة للمحترفين في الأعوام:
1989، 1990، 2004.

## وصلات خارجية
- موقع النادي الرسمي